# Sandown (New Hampshire)
Cet article concerne la ville américaine. Pour la ville anglaise, voir Sandown.
Sandown est une municipalité américaine située dans le comté de Rockingham au New Hampshire. Selon le recensement de 2010, sa population est de 5 986 habitants.

## Géographie
La municipalité s'étend sur 14,44 milles carrés (37,4 km2), dont 0,49 milles carrés (1,27 km2) d'étendues d'eau.

## Histoire
Sandown devient une municipalité indépendante de Kingston en 1756. Elle doit son nom à la ville anglaise de Sandown sur l'île de Wight.

## Démographie
La population de Sandown est estimée à 6 295 habitants au 1er juillet 2016.
Le revenu par habitant était en moyenne de 39 156 dollars par an entre 2012 et 2016, au-dessus de la moyenne du New Hampshire (35 264 dollars) et de la moyenne nationale (29 829 dollars). Sur cette même période, 4,6 % des habitants de Sandown vivaient sous le seuil de pauvreté (contre 7,3 % dans l'État et 12,7 % à l'échelle des États-Unis).